# Вашингтония крепкая
Вашингтония крепкая (лат. Washingtonia robusta) — вид однодольных растений рода Вашингтония (Washingtonia) семейства Пальмовые (Arecaceae).

## Ботаническое описание
Дерево высотой до 20—25 (30) м и в диаметре до 50—70 (80) см. Вид очень близок к виду Вашингтонии нитеносной.
Листья веерообразные.
Листовая пластинка до 1,5 м в поперечнике, рассеченая на 2/3 до основания на светло-зелёные, двураздельные на концах сегменты в количестве 60—75 штук, средний сегмент длиной до 1,3—1,5 м и шириной 6 см, боковые — длиной до 0,5 м и шириной 0,5—1,5 см.
Черешок листа, в отличие от Вашингтонии нитеносной, по всей длине снабжен крепкими острозубчатыми шипами.
Передний гребень (язычок) на конце черешка вытянуто-треугольный, по краю с лентообразным придатком шириной около 1 см. Стержень черешка в листовой пластинке в виде вытянутого треугольника.
За вегетационный период образует до 15 листьев; продолжительность жизни листа 3 года.
Соцветия густые, но более короткие, чем у вашингтонии нитеносной длиной до 2,5—3 м.
Плод — костянка чёрного цвета, блестящая, длиной 0,7—1,2 см до 1,4 см и толщиной 0,5—0,8 см, мякоть тонкая.
Семена продолговато-овальные, длиной 0,5—0,9 см и толщиной 0,4—0,7 см;
Хромосомный набор 2n = 36

## Распространение
Дико произрастает в Северной Америке, родиной пальмы является Мексика: Нижняя Калифорния и Сонора. Натурализовалась в США в штатах Калифорния и Флорида.
Как декоративное растение широко разводят в странах с субтропическим климатом.
На Черноморском побережье Кавказа разводят в садах и парках от Сочи и южнее. В Сочи в суровые зимы нуждается в укрытии. На Южном берегу Крыма требует укрытия только в зоне USDA 8b, а в зоне 9а растет без проблем (от Ялты до Береговое), т.к. в районах с более сухим климатом является более зимостойкой (до -10 °С).
Этот вид считают менее выносливым к низкой температуре, чем вашингтония нитеносная. Новые листья появляются на протяжении всего года, но основное их количество появляется в весенне-летний период. За год взрослое растение образует 10—15 листьев, продолжительность жизни листа 2,5—3 года. На Черноморском побережье Кавказа соцветия появляются во второй половине мая, цветение наступает в июне и продолжается до 30 дней. Плоды созревают в ноябре.